# Пальчатокоренник майский
Пальчатокоренник майский (лат. Dactylorhiza majalis) — вид многолетних травянистых растений рода Пальчатокоренник (Dactylorhiza) семейства Орхидные (Orchidaceae).

## Ботаническое описание

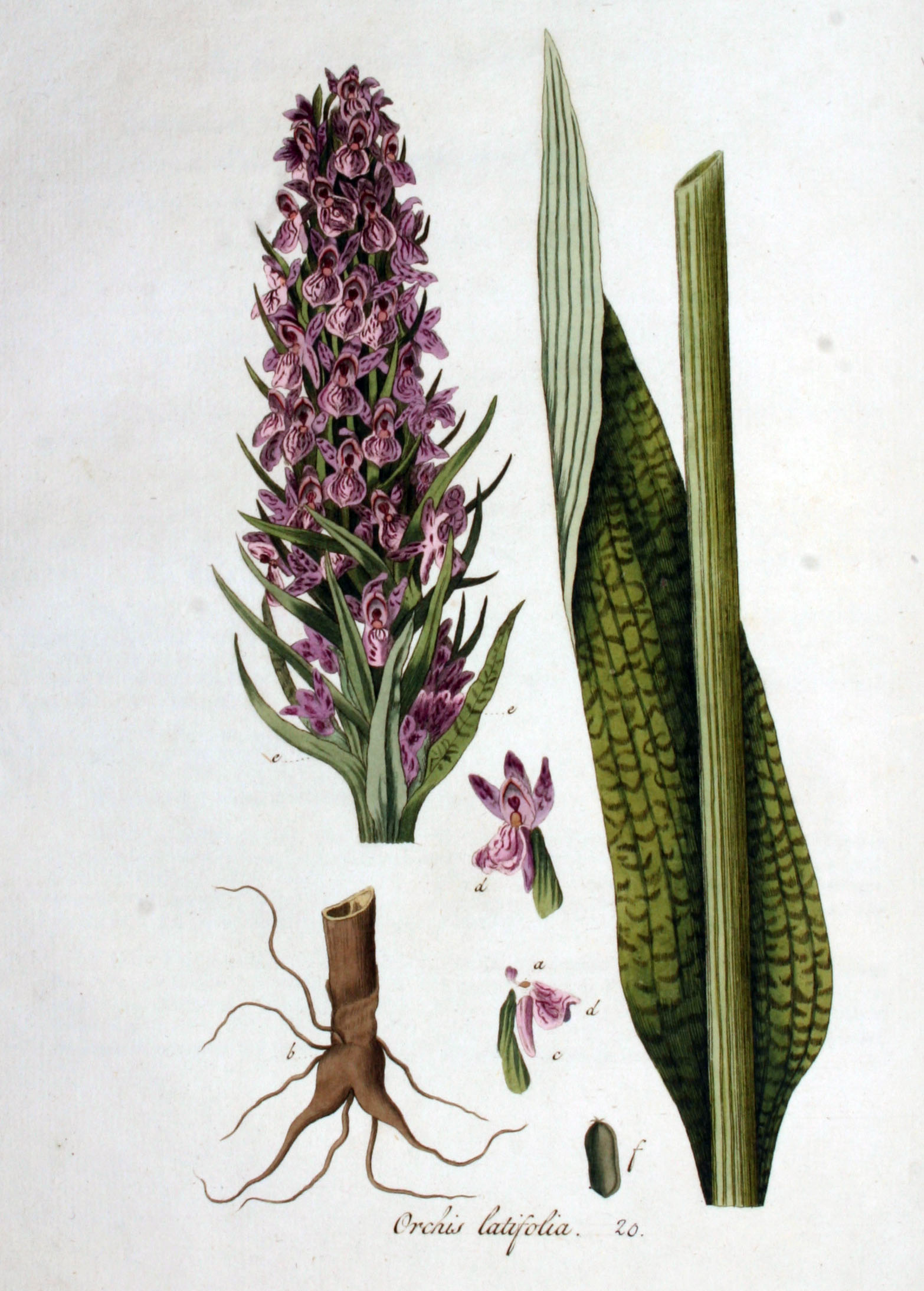
Ботаническая иллюстрация из книги Я. Копса «Flora Batava», 1800—1934

Многолетнее травянистое растение высотой 15—60 см с двумя пальчатороздельными клубнями. Листья широкие, яйцевидно-ланцетной формы, как правило с тёмными пятнами. Цветки лилово-пурпурного или тёмно-фиолетового цвета, собранные в колос. Губа трёхраздельная, с рисунками в виде штрихов и линий. Завязь длиннее шпорца. Плод-сухая коробочка. Цветёт в конце мая-начале июня.
Произрастает на сырых лугах, по лесным опушкам.

## Ареал
В России встречается в Калининградской области, в Крыму,   плато Лаго-Наки. Основная часть ареала находится в Северной и Западной Европе.

## Охранный статус
Является редким видом, был занесён в Красную книгу СССР и в Красную книгу России до 2023 года, занесён в Красную книгу Калининградской области. За рубежом также охраняется, занесён в Красные книги Литвы и Белоруссии.

## Ботаническая классификация

### Синонимы
По данным The Plant List:
- Dactylorchis majalis (Rchb.) Verm.
- Dactylorhiza comosa subsp. majalis (Rchb.) P.D.Sell
- Dactylorhiza latifolia (L.) H.Baumann & Künkele
- Dactylorhiza latifolia (L.) Rothm.
- Dactylorhiza majalis (Rchb.f.) Rauschert
- Orchis latifolia var. majalis (Rchb.) Nyman
- Orchis majalis Rchb.